# Tomasz Dostatni
Tomasz Dostatni (ur. 17 września 1964 w Poznaniu) – polski dominikanin, publicysta, duszpasterz inteligencji, rekolekcjonista.

## Życiorys
Święcenia kapłańskie przyjął 2 czerwca 1990. Ukończył studia filozoficzne i teologiczne na Papieskiej Akademii Teologicznej w Krakowie. Kształcił się w Kolegium Filozoficzno-Teologicznym Dominikanów oraz uczęszczał na wykłady z literatury polskiej i rosyjskiej na Uniwersytecie Jagiellońskim. W latach 1990–1995 mieszkał w Pradze, gdzie pełnił funkcje mistrza nowicjatu, proboszcza Polskiej Parafii Personalnej, korespondenta Radia Watykańskiego i Katolickiej Agencji Informacyjnej. Założył tam Ośrodek Kultury Chrześcijańskiej.
W latach 1995–2000 pełnił funkcję dyrektora Wydawnictwa „W drodze” w Poznaniu.
Jest autorem kilkudziesięciu programów telewizyjnych z cyklu “Rozmowy w drodze”. Publikuje także w prasie świeckiej i katolickiej. Został członkiem rady redakcyjnej czeskiego czasopisma teologicznego “Salve”. Tłumaczy z języka czeskiego. Prowadził w latach 2000–2020 dominikańską Fundację Ponad granicami im. św. Jacka Odrowąża w Lublinie.
Z Uniwersytetem Marii Curie-Skłodowskiej współorganizował przez wiele lat program Przekraczać mury, z Uniwersytetem im. Adama Mickiewicza cykl spotkań Europa, ale jaka?.
Prowadził Konwersatorium: Przedsiębiorczość – kultura – religia wspólnie z Bankiem PKO BP w Poznaniu, a w ramach Konfrontacji Teatralnych w Lublinie stały cykl Jak żyć? (spotkanie z filozofami). W Lublinie prowadził wspólnie z prezydentem miasta Krzysztofem Żukiem cykl spotkań „Ponad granicami”. W Poznaniu o tej samej nazwie debaty – spotkania w Wyższej Szkole Nauk Humanistycznych i Dziennikarstwa. Organizował ponadto przez 20 lat „Debaty Dwóch Ambon” w Lublinie. Zaangażowany w ruch ekumeniczny, dialog z innymi religiami oraz dialog społeczny. Związany jest z ruchem spotkań młodzieży „Lednica 2000”
W polskiej prowincji dominikanów pełnił funkcję promotora Iustitia et Pax oraz promotora ekumenizmu. Był członkiem międzyresortowego zespołu doradców przy premierze RP do spraw Polonii i Polaków za granicą i jest członkiem rady Fundacji św. Wojciecha – Adalberta, był katolickim kapelanem zjazdów gnieźnieńskich.
Jest członkiem rady Teatru Starego w Lublinie i Festiwalu Stolica Języka Polskiego w Szczebrzeszynie, członkiem kapituł: nagrody im. Zbigniewa Hołdy, nagrody im. Jerzego Turowicza oraz nagrody Polskiej Agencji Prasowej im. Ryszarda Kapuścińskiego, członkiem rady programowej Morskiego Centrum Nauki w Szczecinie. Prowadził na YouTube swój kanał: Otwarta Brama. Jest jednym z 27 sygnatariuszy tzw. Listu zwykłych księży. W Szczecinie prowadził spotkania „Otwarta społeczność”, organizowane wspólnie z Olgierdem Geblewiczem, marszałkiem zachodniopomorskim.
Latem 2020 roku zamieszkał w Szczecinie.

## Książki
- Poznaniacy. Portretów kopa i trochę, T. 1 i T. 2 (współautor)
- Poznańscy dominikanie (współautor)
- Wyzwoleni, jeszcze nie wolni (współautor)
- Sługa słowa (rozmowy z arcybiskupem Henrykiem Muszyńskim)
- Zza bramy klasztoru
- Przekraczać mury
- W dwóch światach – wspólnie z Szewachem Weissem
- Smířena různost – wywiad rzeka – Tomasz Dostatni, Tomáš Halík, Praha 2011 (wyd. polskie Różnorodność pojednana. Rozmowy). Wydawnictwo Znak, Kraków 2013.
- Tradice, která je wýzvou – wywiad rzeka – Dominik Duka, Tomasz Dostatni, Jaroslav Šubrt, Praha 2011 (wyd. polskie „Tradycja jest wyzwaniem. Czego się, za przeproszeniem, boisz?” – Z prymasem Czech, arcybiskupem Pragi Dominikiem Duką OP rozmawiają Tomasz Dostatni OP i Jaroslav Šubrt, W drodze, Poznań 2012); (wydanie hiszpańskie La vida del Cardinal Duka en la época del comunismo. Coversaciones con el primado de la República Checa y arzobispo de Praga. Ilnterlocutores, Lima 2016)
- Złota 9, Lublin 2015
- Duchowe wędrowanie, Wydawnictwo Zysk 2015, Poznań
- Kultura – Kościół. Kościół na łamach paryskiej „Kultury” w latach 1946–2000, Seria „W kręgu paryskiej «Kultury»”. Wybór, opracowanie i posłowie Tomasz Dostatni OP. Instytut Książki 2015.
- Posługa Słowu. W prymasowskim Gnieźnie. Wywiad rzeka z abp Henrykiem Muszyńskim, rozm. Tomasz Dostatni OP i Lidia Ciecierska. Bernardinum 2018.
- Otwarta brama, Brama Grodzka – Teatr NN, Wydawnictwo Poznańskie, 2019[4]
- Najważniejszy tydzień dla chrześcijan. Lublin: Artur Derlikiewicz, Fundacja Chrońmy Dziedzictwo, 2019
- Duchowe wędrowanie (Духовні мандри), Polonistyczne Centrum Naukowo-Informacyjne im. Igora Meńka, Państwowy Uniwersytet Pedagogiczny im. Iwana Franki w Drohobyczu, Stowarzyszenie Festiwal Bruno Schulza w Lublinie[5], Drohobycz – Lublin, 2019
- Między tronem a ołtarzem. O niebezpiecznych związkach Kościoła i polityki. Rozmowa Piotr Nowina-Konopka, Tomasz Dostatni OP. Wydawnictwo WAM. Kraków 2024.

## Nagrody
- 2006: Honorowy Członek Stowarzyszenia Prawników Kościelnych w Czechach,
- 2006: Złoty Talent Lednicki,
- 2008: „Amicus Libri” UMCS,
- 2010: „Bene Meritus Terrae Lublinensi”,
- 2013: Angelus Lublin – w kategorii „Człowiek Kultury Medialnej”
- 2015: Medal Prezydenta Miasta Lublina,
- 2015: Medal św. Wita – Arcybiskupa Praskiego,
- 2017: Medal 700-lecia Lublina,
- 2017: Gratias Agit – Praga
- 2018: Medal Honorowy „Powstanie w Getcie Warszawskim” nadany przez Stowarzyszenie Żydów Kombatantów i Poszkodowanych w II Wojnie Światowej[6]
- 2020: Medal zasłużony dla miasta Lublina[7].
- Medal 450-lecia Unii Lubelskiej od prezydenta Lublina[8].
- Medal senatu Uniwersytetu Szczecińskiego